# Inspiration Mars
Inspiration Mars ist eine US-amerikanische Non-Profit-Organisation, die 2013 vom ersten Weltraumtourist Dennis Tito gegründet wurde und sich zum Ziel gesetzt hatte, von Januar 2018 bis Mai 2019 einen bemannten Vorbeiflug am Mars durchzuführen. Zunächst wurde der Plan auf 2021 verschoben, mittlerweile ist das Projekt gestoppt worden. Die nationalen Raumfahrtbehörden NASA und Roskosmos hatten auch keine konkreten Pläne veröffentlicht – allerdings bezogen sich dort alle bisherigen Überlegungen und Studien auch auf eine Landung auf der Marsoberfläche.

## Finanzierung
In den ersten zwei Jahren wurde die Stiftung von Tito selbst finanziert, danach war geplant, genügend Kapital beschafft zu haben, um das Projekt durchzuführen. Tito ging 2013 davon aus, dass die Mission weniger kosten wird als das Mars Science Laboratory der NASA.

## Flugbahn

Mögliches Flugprofil der Mission

Die Synodische Periode des Mars beträgt etwa zwei Jahre, so dass sich mögliche Startfenster in dieser Periode wiederholen. Da die Marsbahn aber eine relativ hohe Exzentrizität aufweist, variieren die notwendigen Startgeschwindigkeiten. Für einen Start im Januar 2018 wäre der erforderliche Energieaufwand relativ gering gewesen. Die Flugzeit zum Mars sollte 227 Tage betragen, die Annäherung am 20. August 2018 erfolgen. Die größte Annäherung an den Mars erfolgt auf dessen Nachtseite, der Abstand zur Marsoberfläche kann auf bis zu 100 km verringert werden. Aktive Bahnänderungen sind nicht geplant. Durch den Vorbeiflug am Mars wird die Flugbahn so verändert, dass sie auf dem Rückflug in die Nähe der Venusbahn kommt. Die Rückkehr zur Erde wäre am 21. Mai 2019 mit einer Relativgeschwindigkeit von etwa 14 km/s erfolgt. Damit war eine Flugdauer von 501 Tagen geplant. Die nächste Startmöglichkeit mit einer ähnlich günstigen Bahn hätte sich erst 2031 ergeben.

## Besatzung
Die Besatzung sollte aus einem verheirateten Paar bestehen, das die Menschheit repräsentieren soll. Aufgrund der psychologischen Belastung und der möglichen Auswirkung auf die Fruchtbarkeit sahen die Planungen ein Ehepaar im mittleren Alter vor, die Auswahl hat jedoch nie stattgefunden.

## Technische Umsetzung
Die Mission sollte auf existierender Technik aufsetzen, die in einem sich anschließenden Prozess weiterentwickelt werden sollte. Es sollten vor allem Komponenten aus der privaten Raumfahrt wie die Dragon-Kapsel eingesetzt werden.